# Антонова, Александра Андреевна
Алекса́ндра Андре́евна Анто́нова (5 мая 1932, Териберка, Ленинградская область — 8 октября 2014, Ловозеро, Мурманская область) — советская и российская саамская писательница, поэтесса, преподавательница, переводчица, исследовательница саамского языка и фольклора. Автор официального современного саамского алфавита для кильдинского саамского языка. Работала школьным учителем. Автор книг Са̄мь букварь (1982), Пӣрас (2004) и других. Лауреат премии Gollegiella («Золотой язык») за работу по сохранению и развитию саамского языка (2012).
По мнению Елены Яковлевой, президента Ассоциации кольских саамов, Антонова была «духовным лидером саамского народа».

## Биография
По собственным словам, родилась, как и все остальные дети в их семье, в тундре: «На склоне какой-то горы остановились, чтобы мама родила, и поехали дальше…». В детстве жила в кильдинско-саамском посёлке Териберка Мурманской области, в первый класс пошла в 1942 году, в 10-летнем возрасте.
В военные годы училась и работала. Помогала рыбакам, собирала с сестрой золу для колхоза. Местная газета писала: «Более пяти бочек собрали её для удобрения земли колхоза имени Ворошилова школьники поселка Териберка. Особенно были активны сестры Шура и Валя Антоновы».
В юности была информантом у этнографов-североведов.
В 1949 году была направлена в Ленинградский государственный педагогический институт имени Герцена, который окончила в 1956 году. После окончания Института народов Севера вернулась в родные края. С 1956 года до пенсии работала учителем русского языка и литературы, с 1976 года преподавала саамский язык в начальных классах школы-интерната в селе Ловозеро.
С 1978 года — младший научный сотрудник НИИ национальных проблем образования Академии педагогических наук СССР, входила в рабочую группу, которую возглавляла Римма Куруч. В 1979 году завершила работу над саамским алфавитом для кильдинского саамского языка, а в 1982 году был опубликован составленный ею саамский букварь (учебник для первого класса саамской школы). Участвовала в работе по составлению саамско-русского словаря (под редакцией Риммы Куруч, 1985).
В 1985 году вместе с учёным Георгием Кертом выпустила словарь саамского языка.
Инициатор возрождения саамских игр. Первый такой праздник состоялся в 1986 году, его программа была составлена Антоновой с учётом особенностей традиционных саамских промыслов — оленеводства, рыболовства и охоты. Теперь Саамские национальные игры проводятся ежегодно в селе Ловозеро (Летние саамские игры) и на станции Лопарская (Осенние саамские игры).
С 1993 года по 2007 год работала редактором и диктором передач на саамском языке на муниципальном Ловозерском радио и вела курс саамского языка на саамском радио в Ловозере.
Записанные и пересказанные сказки публиковались в сборнике Саамские сказки (Мурманск, 1980) и Легенды и мифы Севера (Москва, 1985), стихи в русских переводах — в сборнике Дары тундры (Мурманск, 1993) и Последнее путешествие (Москва, 1998).
Автор сборников стихов для детей и взрослых на саамском и русском языках и переводчиком с саамского на русский и с русского на саамский язык. Кроме художественной литературы она также переводила церковную литературу. С 2000 года занималась переводом на саамский язык поэзии Сергея Есенина. Плодом этих работ стало издание в 2008 году сборника произведений С. Есенина с параллельными текстами на русском и кильдинском саамском языках — эта книга стала первой публикацией произведений поэта в переводе на саамские языки.
Перевела на кильдинский саамский язык произведения Астрид Линдгрен про Пеппи Длинныйчулок (издание перевода было утверждено на заседании Совета коренных малочисленных народов Севера при Правительстве Мурманской области 17 мая 2012 года и было включено в областную целевую программу экономического и социального развития коренных малочисленных народов Севера). В конце мая 2014 года в национальном культурном центре села Ловозеро состоялась презентация издания — в книгу «Та̄рьенч Кукесьсуххк» вошли три повести Линдгрен. Антонова занималась переводом на общественных началах, помощь ей оказывали специалисты норвежского университета Тромсё. Тираж книги составил одну тысячу экземпляров, он был бесплатно передан в библиотеки, детские сады, школы, общественные организации; некоторое количество книг было передано саамам Норвегии и Финляндии, владеющим кильдинским саамским языком. Книга «Пеппи Длинныйчулок» стала первым прозаическим произведением, полностью переведённым на кильдинский саамский язык.
Переводила на саамский язык также церковную литературу. Была корректором текстов на саамском языке и выполняла различные переводческие и корректорские услуги, например, для саамских организаций, культурных заведений, учёных, а также частных лиц. Жила и работала в селе Ловозеро, была почётным жителем этого села. Скончалась в селе Ловозеро 8 октября 2014 года после продолжительной болезни.

## Gollegiella
23 ноября 2012 года в Осло на встрече представителей Саамских парламентов Александре Антоновой и Нине Афанасьевой за работу по сохранению и развитию кильдинского саамского языка была присуждена премия Gollegiella («Золотой язык»), раз в два года присуждаемая за вклад в сохранение и развитие саамских языков. На соискание этой премии Антонова и Афанасьева были выдвинуты языковым комитетом Саамского парламента Норвегии. Вручение премии состоялось 19 декабря в Генеральном консульстве Норвегии в Мурманске.
В решении о присуждении премии за 2012 год говорится, что «Антонова и Афанасьева являются активными общественными деятелями, считающими жизненно важным делом повышение статуса языка с помощью различных мер, таких как написание книг, работа с вопросами саамской орфографии, перевод книг с саамского и на саамский язык».

## Произведения
- Антонова А. А. Са̄мь букварь. — Л., 1982.
- Антонова А. А., Афанасьева Н. Е., Глухов Б. А. , Куруч Р. Д., Мечкина Е. И., Яковлев Л. Д. Саамско-русский словарь: 8000 слов / Под редакцией Р. Д. Куруч. — М.: Русский язык, 1985. — 568 с. — 1720 экз.
- Са̄нндрэ Антонова. Пӣрас: стӣха кыррьй паррнэ гуэйкэ = Sandra Antonova. Bearaš: mánáid diktagirji. — 2004. — Kárášjohka.
- Антонова А. А. А̄й са̄ннҍ. Букварь. Учебник для 1 класса саамских школ. — "Издательство «Дрофа» Санкт-Петербург, 2004.
- Антонова А. А. Струны сердца. — Мурманск, 2007.
- Са̄нндрэ Антонова. Са̄мь-Рӯшш са̄ннҍнэххьк, 7500 ве̄ррьт са̄мь са̄ннӭ я 10600 са̄ррнмушшэ (Саамско-Русский словарь, около 7500 саамских слов и 10600 словосочетаний). — Мурманск, 2014. — 376 с. — 500 экз.
- Антонова А. А. & Шеллер Э. Саамско-русский и Русско-саамский словарь (около 16000 слов). — Тромсё 2021.

## Переводы
- Антонова А. А. Виллькесь пуаз(повесть Бажанова А. А. «Белый олень»). — Карасйок, 1996.
- Антонова А. А. Ӣсус — па̄ррнэ ка̄ннҍц (Евангелий для детей «Иисус — друг детей»). — Стокгольм, Хельсинки, 1996.
- Антонова А. А. Ка̄йне ла̄йххь (сказки Большаковой Н. П. «Подарок чайки»). — Мурманск, 2003.
- Антонова А. А., Агеева А. M. Вӣллькесь пуаз (перевод стихов Матрёхина И. Я. «Белый олень»). — Мурманск, 2007.
- Есенин, Сергей Александрович (1895—1925). Сергей Есенин на саамском = Сергей Есенин сāмас : стихотворения = стиха / перевод А. А. Антоновой и С. Е. Якимович; [предисл. В. Е. Кузнецовой]. — Текст парал. рус., саам.. — Мурманск: Мурманское книжное издательство, 2008. — 148, [1] с. — 300 экз. — ISBN 978-5-85510-313-7.
- Антонова Са̄нндрэ Та̄рьенч Кукесьсуххк (сборник трёх произведений Астрид Линдгрен про Пеппи Длинныйчулок: «Пеппи поселяется на вилле Курица», «Пеппи отправляется в путь», «Пеппи в стране Веселии»). — Мурманск, 2013.
- Антонова А. А. Ма̄ххьтвесьт пассь евангеле 2022. (Евангелий от Матфея). ред.: Шеллер Элизабет, Галкина Эльвира. Институт перевода Библии. — Стокгольм, 2022.